# IJburg

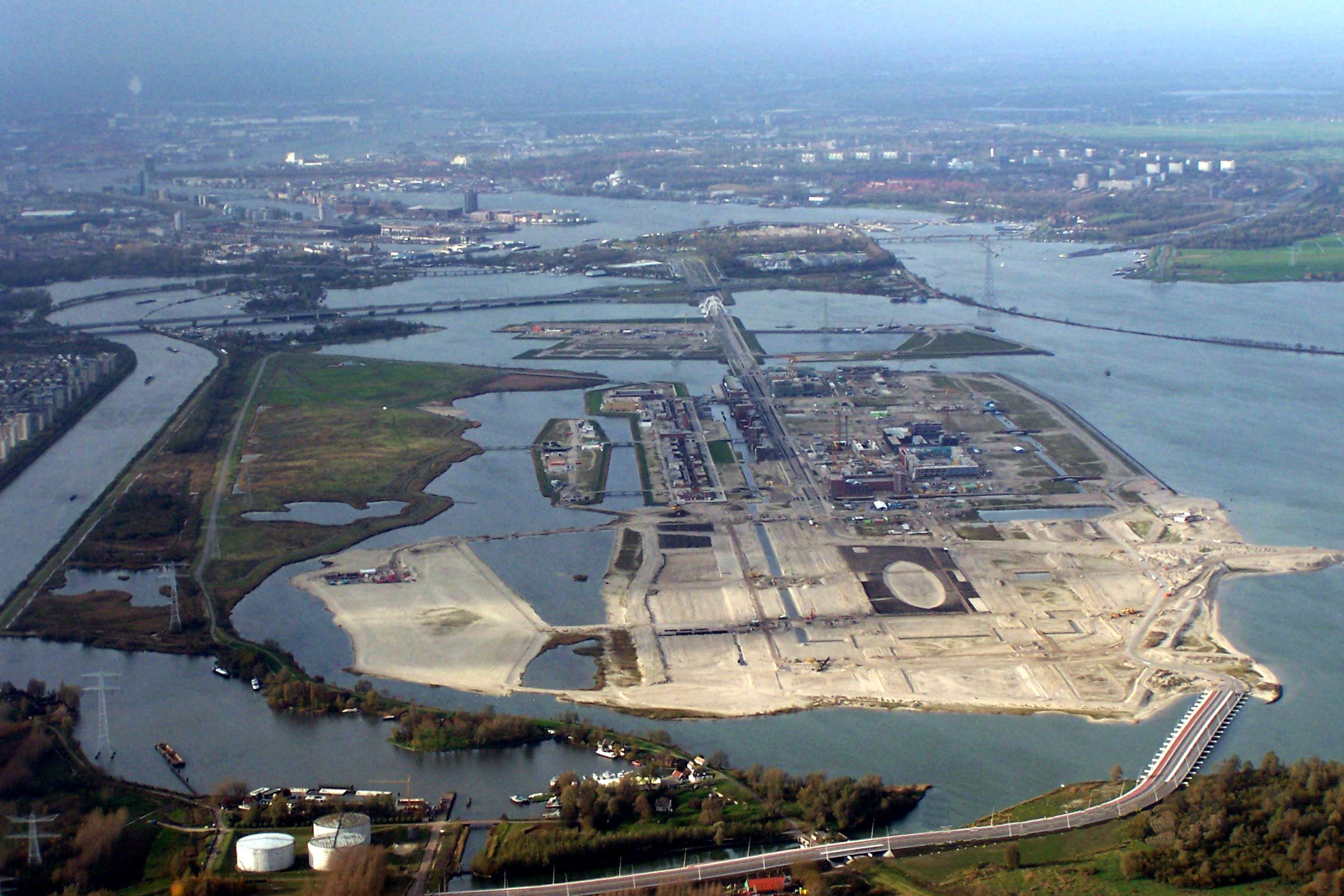
Foto aérea (5 de novembro de 2004).

IJburg é um bairro atualmente (2013) em construção na zona oriental de Amsterdã, Países Baixos. Está situado no lago IJ, sendo construído sobre seis ilhas artificiais. Os primeiros projetos começaram em 1965, mas só em só em 1999 foi construída a primeira ilha.
Quando completo, terá 18 000 casas para 45 000 moradores, além de empregar mais de 12 000 pessoas. Também serão construídas escolas, lojas, centros de lazer, restaurantes, praias e um cemitério.